# Enterococcaceae
Enterococcaceae este o familie de bacterii Gram-pozitive din ordinul Lactobacillales. Printre genurile componente se numără: Bavariicoccus, Catellicoccus, Enterococcus, Melissococcus, Pilibacter, Tetragenococcus și Vagococcus.